# ريتشارد هدسون
ريتشارد هدسون (بالإنجليزية: Richard Hudson)‏ (و. 1954 – م) هو مصمم أزياء، من زيمبابوي.

## التعليم
تعلم في كلية ويمبلدون للفنون ‏.

## جوائز وترشيحات
حصل على جوائز منها:
- جائزة توني لأفضل تصميم سينمائي [الإنجليزية]‏ (1998)
- جائزة لورنس أوليفيه.

ترشح لـ:
- جائزة توني لأفضل تصميم سينمائي [الإنجليزية]‏ (1991).

## وصلات خارجية
- ريتشارد هدسون على موقع IMDb (الإنجليزية)
- ريتشارد هدسون على موقع قاعدة بيانات برودواي على الإنترنت (الإنجليزية)